# Capitu e o Capítulo
Capitu e o Capítulo é um filme brasileiro de 2023, do gênero drama, dirigido e escrito por Julio Bressane. Aborda de forma livre a obra de Machado de Assis, Dom Casmurro.

## Sinopse
Olhares, atitudes, vicissitude e passionalidade, novas e antigas percepções. Trama que permeia a inquietude trazida pelo sentimento mais primitivo que o ser humano pode experimentar, criando e sorvendo o fantasma criado pelo ciúme, desdobrando-se em intrigas capitulares criadas por Bentinho em devaneios que o tomam sobremaneira pelo amor doentio por sua Capitu.

## Elenco
- Mariana Ximenes como Capitu
- Vladimir Brichta como Bentinho
- Enrique Diaz como Casmurro
- Djin Sganzerla como Sancha
- Saulo Rodrigues como Escobar
- Cláudio Mendes como Jose Dias
- Josie Antello como Jovem Senhora

## Prêmios e indicações
| Ano  | Premiação                              | Categoria               | Indicado                    | Resultado |
| ---- | -------------------------------------- | ----------------------- | --------------------------- | --------- |
| 2021 | Fest Aruanda do Audiovisual Brasileiro | Melhor Figurino         | Maria Aparecida Gavaldão    | Venceu    |
| 2021 | Fest Aruanda do Audiovisual Brasileiro | Melhor Ator Coadjuvante | Enrique Díaz                | Venceu    |
| 2021 | Fest Aruanda do Audiovisual Brasileiro | Melhor Direção          | Julio Bressane              | Venceu    |
| 2021 | Fest Aruanda do Audiovisual Brasileiro | Melhor Longa-Metragem   | Julio Bressane              | Venceu    |
| 2022 | VHS Film Society Awards                | Melhor Atriz            | Mariana Ximenes             | Indicado  |
| 2024 | Festival Sesc Melhores Filmes          | Melhor Filme Nacional   | Julio Bressane              | Indicado  |
| 2024 | Festival Sesc Melhores Filmes          | Melhor Atriz Nacional   | Mariana Ximenes             | Indicado  |
| 2024 | Festival Sesc Melhores Filmes          | Melhor Ator Nacional    | Vladimir Brichta            | Indicado  |
| 2024 | Festival Sesc Melhores Filmes          | Melhor Direção Nacional | Julio Bressane              | Indicado  |
| 2024 | Festival Sesc Melhores Filmes          | Melhor Roteiro          | Julio Bressane              | Indicado  |
| 2024 | Festival Sesc Melhores Filmes          | Melhor Direção de Arte  | Isabela Azevedo, Moa Batsow | Indicado  |
| 2024 | Festival Sesc Melhores Filmes          | Melhor Fotografia       | Lucas Barbi                 | Indicado  |